# بینگو ایرویز
بینگو ایرویز (انگلیسی: Bingo Airways) شرکت هواپیمایی لهستانی است، که در سال ۲۰۱۱ تأسیس شد.